# Уманська загальноосвітня школа №1
Уманська загальноосвітня школа І-ІІІ ступенів №1 імені О.С. Пушкіна Уманської міської ради Черкаської області — загальноосвітній заклад повної середньої освіти в місті Умань Черкаської області.

## Історія
- 1917—1920 — Перша українська гімназія імені Бориса Грінченка;
- 1920—1929 — Перша українська трудова семирічна школа;
- 1929—1933 — Школа колгоспної молоді №1 м. Умані (семирічна);
- 1933—1937 — Середня зразкова школа №1 м. Умані;
- 1937—1941 — Середня зразкова школа №1 імені О.С. Пушкіна;
- 1941—1944 — школа не працювала;
- 1944—1950 — Уманська середня школа №1 імені М. Горького;
- 1950—1953 — Уманська середня школа №1;
- 1953—1962 — Уманська середня школа №1 імені О.С. Пушкіна;
- 1962—1981 — Уманська середньоосвітня трудова політехнічна школа №1 імені О.С. Пушкіна з виробничим навчанням;
- 1981—1993 — Уманська середня загальноосвітня школа №1 імені О.С. Пушкіна;
- 1993—2004 — Уманська середня загальноосвітня школа №1 імені О.С. Пушкіна з поглибленим вивчанням окремих предметів;
- з 2004 — Уманська загальноосвітня школа I-III ступенів №1 імені О.С. Пушкіна Уманської міської ради Черкаської області.[1]

## Розташування
Школа розміщена у двоповерховій будівлі. Розташована в районі педагогічного університету та дендропарку «Софіївка».

## Матеріально-технічна база
- Кількість класних кімнат — 22.
- Спеціалізовані кабінети — інформатики, біології, географії, фізики, хімії, іноземної мови, майстерня.
- Робочі місця, обладнані ПК — 10.
- Інтерактивний комплекс.
- Спортивна зала.
- Їдальня.[2]

Школа обладнана системами водопостачання та водовідведення, автономною системою опалення.

## Педагогічні кадри
До складу кадрового педагогічного складу навчального закладу входить 42 вчителі та допоміжних педагогічних працівників.

## Навчально-виховний процес
У школі навчаються 286 учнів. Мова здійснення навчально-виховного процесу — українська. Як іноземні вивчаються англійська та німецька мови.